# Agatangel (Sołowjow)
Agatangel, imię świeckie Aleksiej Fiodorowicz Sołowjow (ur. 27 stycznia?/8 lutego 1812 w Iljinskim, zm. 25 lutego?/8 marca 1876 w Żytomierzu) – rosyjski biskup prawosławny.
Był synem kapłana prawosławnego. Ukończył seminarium duchowne we Włodzimierzu, a następnie podjął studia w Moskiewskiej Akademii Duchownej. Będąc studentem, 2 czerwca 1835 złożył wieczyste śluby mnisze, zaś 20 czerwca 1836 został wyświęcony na hieromnicha. W sierpniu tego samego roku ukończył studia teologiczne z tytułem magistra i został zatrudniony w Akademii. Od marca do września 1842 został jej inspektorem, następnie został rektorem seminarium duchownego w Charkowie oraz przełożonym Monasteru Kuriaskiego z godnością archimandryty. Od 1845 był rektorem seminarium duchownego w Kostromie oraz przełożonym monasteru Objawienia Pańskiego w tym samym mieście, zaś po jego likwidacji - Monasteru Igrickiego. W 1854 został rektorem Kazańskiej Akademii Duchownej.
31 marca tego samego roku miała miejsce jego chirotonia na biskupa rewelskiego, wikariusza eparchii petersburskiej. Od 1860 do 1866 był biskupem wiackim i słobodzkim, zaś od 1866 do śmierci - zwierzchnikiem eparchii wołyńskiej, od 1868 jako arcybiskup. Jako biskup ordynariusz zakładał nowe szkoły i biblioteki, do biblioteki w Wiatce przekazał część własnego księgozbioru.
Interesował się muzyką i sztuką, znał kilka języków starożytnych i nowożytnych. Będąc wykładowcą seminarium i Akademii twierdził jednak, że świecka literatura i kultura nie przedstawiają większej wartości, przez co starał się tuszować swoją niedostateczną jeszcze wiedzę w tej dziedzinie. Będąc inspektorem Moskiewskiej Akademii Duchownej poinformował Świątobliwy Synod Rządzący, listem anonimowym, o powstaniu rosyjskiego przekładu Biblii, który jego zdaniem zawierał błędne fragmenty.